# Eastern European Funk
„Eastern European Funk“ je píseň ve stylu ska litevské skupiny InCulto, se kterou reprezentovali Litvu na Eurovision Song Contest 2010. Píseň byla vybrána 4. března z dvanácti písní během národní litevského kola Eurovizija 2010. V národním kole získala nejvíce bodů od poroty i diváků.
Ska krývá protest pro západním světě v zanedbávání své role ve střední Evropě, Pobaltí v severní Evropě, na Balkáně, v jižní Evropě, Rusku a na Kavkaze ve východní Evropě. Často byli zmiňováni v médiích kontroverzním termínem "Východní Evropa".
Píseň se ve druhém semifinále umístila na 12. místě s 44 body, včetně 12 bodů z Irska a 8 bodů z Gruzie, což na postup do finále nestačilo.